# Lutraria rhynchaena
Lutraria rhynchaena is een tweekleppigensoort uit de familie van de Mactridae. De wetenschappelijke naam van de soort is voor het eerst geldig gepubliceerd in 1844 door Jonas.